# Вильгельм VIII (маркиз Монферратский)
Вильгельм VIII Палеолог (итал. Guglielmo VIII Paleologo; 19 июля 1420 — 27 февраля 1483) — маркиз Монферратский с 1464 года.

## Происхождение
Третий сын маркиза Джованни Джакомо, унаследовавший владения после смерти своего старшего брата Джованни IV.

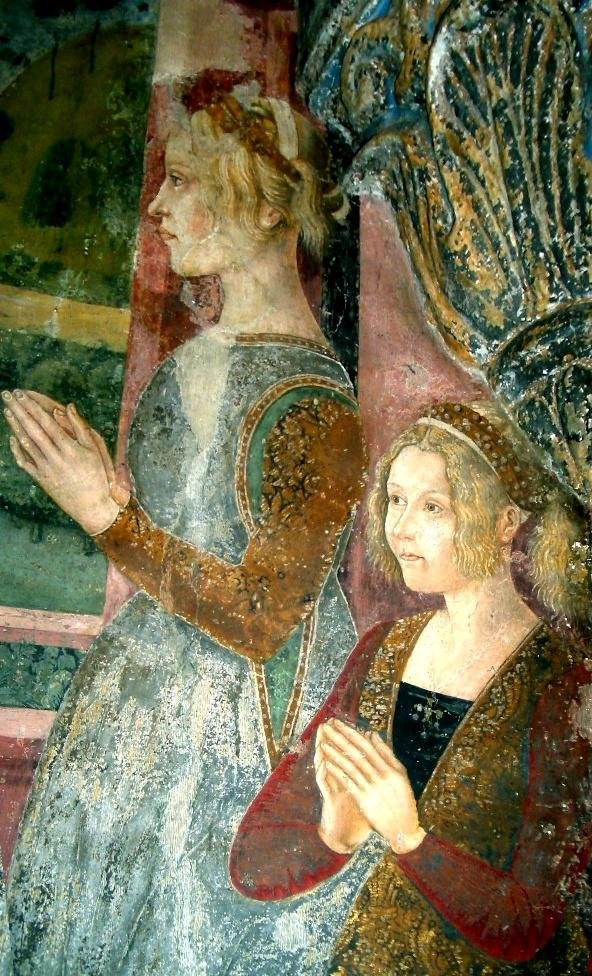
Дочери Вильгельма на фреске капеллы Св. Маргариты. Сакро-Монте-ди-Креа, Пьемонт

## Биография
Вильгельм был кондотьером на службе у миланского сеньора Франческо I Сфорца, а позже наставником его младшего сына Галеаццо Марии Сфорца. Когда последний был убит (в 1476 г.), Вильгельм стал модератором Миланского герцогства при регентше Бонне Савойской.
От императора Фридриха III он получил назад территории, уступленные его отцом Савойе в 1435 году.

## Семья
Вильгельм женился трижды, но не имел законного сына. Свою дочь Джованну он выдал замуж за Лудовико II Салуццкого.
После его смерти в Казале-Монферрато, ему наследовал его брат Бонифаче III.